# Bandeira do Ceará

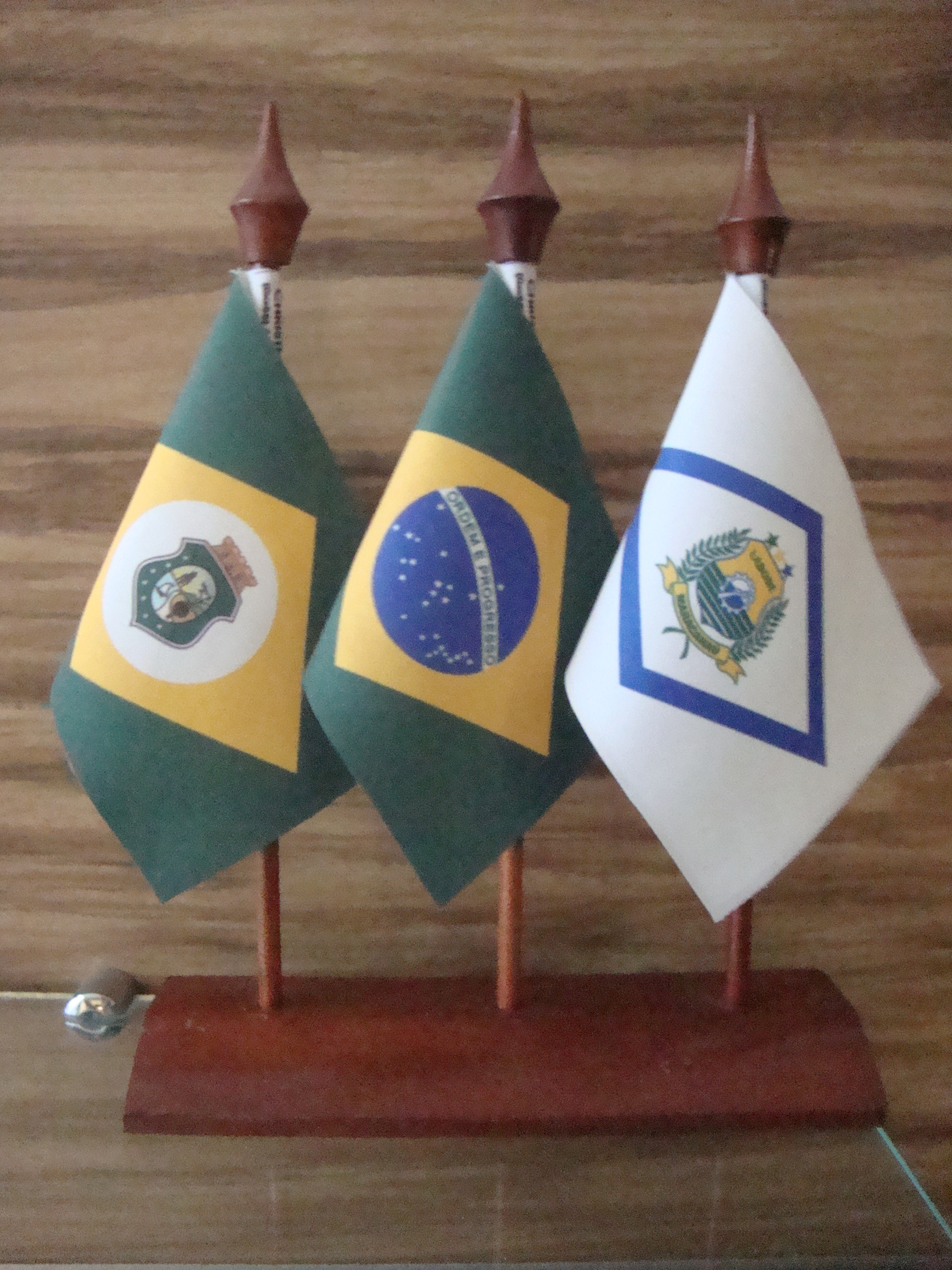
Em modelo as bandeiras de mesa do estado do Ceará, a do Brasil e a da cidade de Maracanaú.

A Bandeira do Ceará é um dos símbolos oficiais do estado do Ceará, uma das unidades federativas do Brasil. Instituída em 25 de agosto de 1922, a versão atual da bandeira é descrita pela lei nº 13.878 de 23 de fevereiro de 2007, com as alterações (do brasão do estado) dadas pela pela lei nº 13.897 21 de junho de 2007.

## Descrição

Folha de construção da bandeira do Ceará.

Bandeira do do Ceará é formada de um retângulo verde e um losango amarelo, idênticos aos da Bandeira Nacional, tendo no centro um círculo branco e, no meio deste, o Brasão do Estado. Sua feitura é dada pelo parágrafo único do artigo segundo da lei 13.878/2007:

Parágrafo único. A feitura da Bandeira do Estado do Ceará obedecerá as seguintes regras:
I - para cálculo das dimensões, tomar-se-á por base a largura desejada, dividindo-se esta em 28 (vinte e oito) partes iguais. Cada uma das partes será considerada um módulo;
II - o comprimento será de 40 módulos (40M);
III - a distância dos vértices do losango amarelo ao quadro externo será de três módulos e quatro décimos (3,4M);
IV - o círculo branco no meio do losango amarelo terá o raio de sete módulos (7M);
V - a distância do Brasão para a parte superior e inferior do círculo central branco será de dois módulos (2M).

## História
Foi criada pelo comerciante João Tibúrcio Albano, filho do Barão de Aratanha, substituindo a esfera celestial da bandeira republicana pelo brasão estadual. Todavia, foi apenas em 1922, no governo do então Presidente do estado, Justiniano de Serpa, que veio a ser assinado o decreto instituindo o pavilhão cearense. No ato oficial, determinou que esse fosse constituído de um retângulo verde e o losango amarelo da bandeira nacional, tendo ao centro um círculo branco e, ao meio deste, o escudo do Ceará.

### Alterações de 1967
Em 1967, a Lei nº 8.889, de 31 de dezembro, fez alterações na bandeira estadual do Ceará, entre tais alterações retirou os ramos de fumo e algodão constantes na feitura original e também botou o pássaro para dentro da elipse.

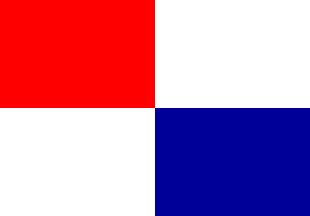
Bandeira não-oficial usada desde a Província do Ceará até 1922.
11:20  Bandeira usada entre 1922-1937 e 1947-1967.
7:10  Bandeira e brasão com as alterações da lei nº. 8.889, de 31 de dezembro de 1967 que vigorou até 2007[5].

## Simbolismo

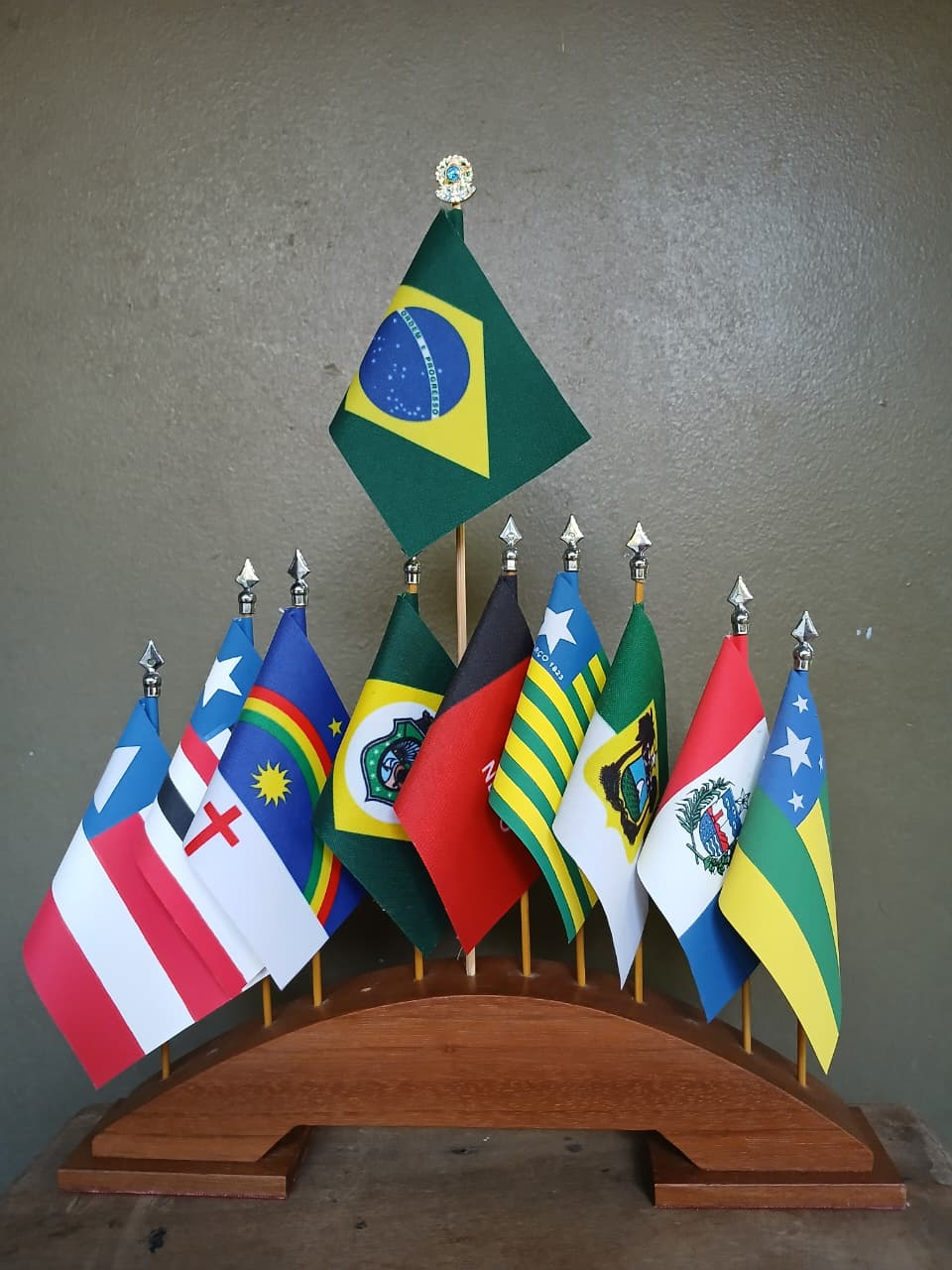
Em Panóplia com as bandeiras dos estados do Nordeste do Brasil.

### As cores
As cores principais da bandeira (verde, amarelo e branco) são as mesmas da bandeira do Brasil e são uma representação da integração do estado com a República. 

### O Brasão
O Brasão do Estado do Ceará é representado por um escudo polônio com campo verde, fendido, figurando, na sua parte esquerda, sete estrelas na cor branca, que representam as mesorregiões do Ceará, e, sobre o todo, a elipse central, com elementos internos distribuídos em quatro quadrantes, com a linha do horizonte no centro. O primeiro quadrante contém o Sol e o Farol do Mucuripe; o segundo, a serra e o pássaro; o terceiro, o mar e a jangada; e o quarto, o sertão e a carnaúba, simbolizando os quatro elementos da natureza: fogo, ar, água e terra. Como timbre, a figura de uma fortaleza de construção antiga, cor de ouro, com cinco merlões, representando o povo (Redação dada pela Lei n° 13.897, DE 21.06.07).

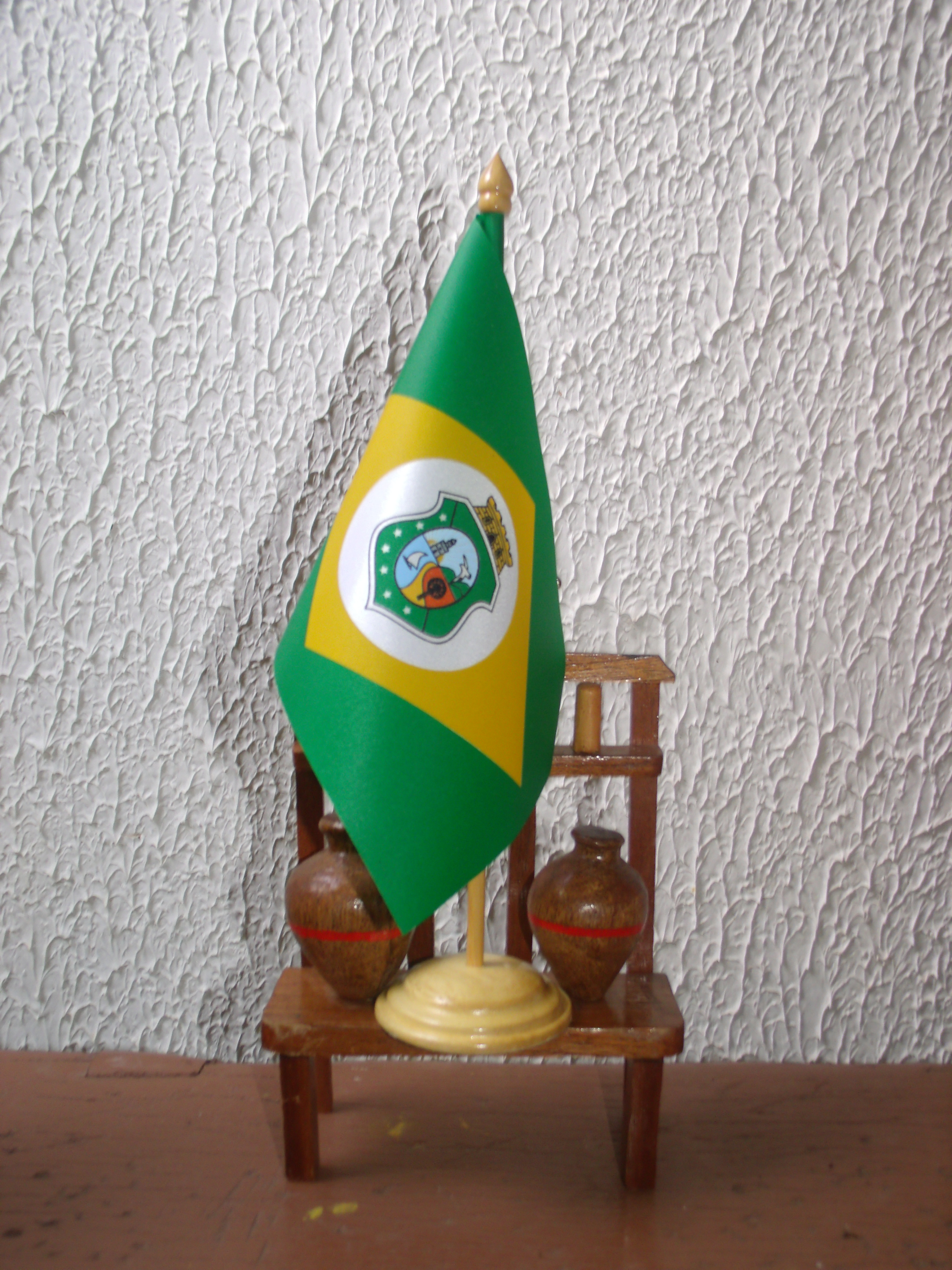
Modelo para mesa.
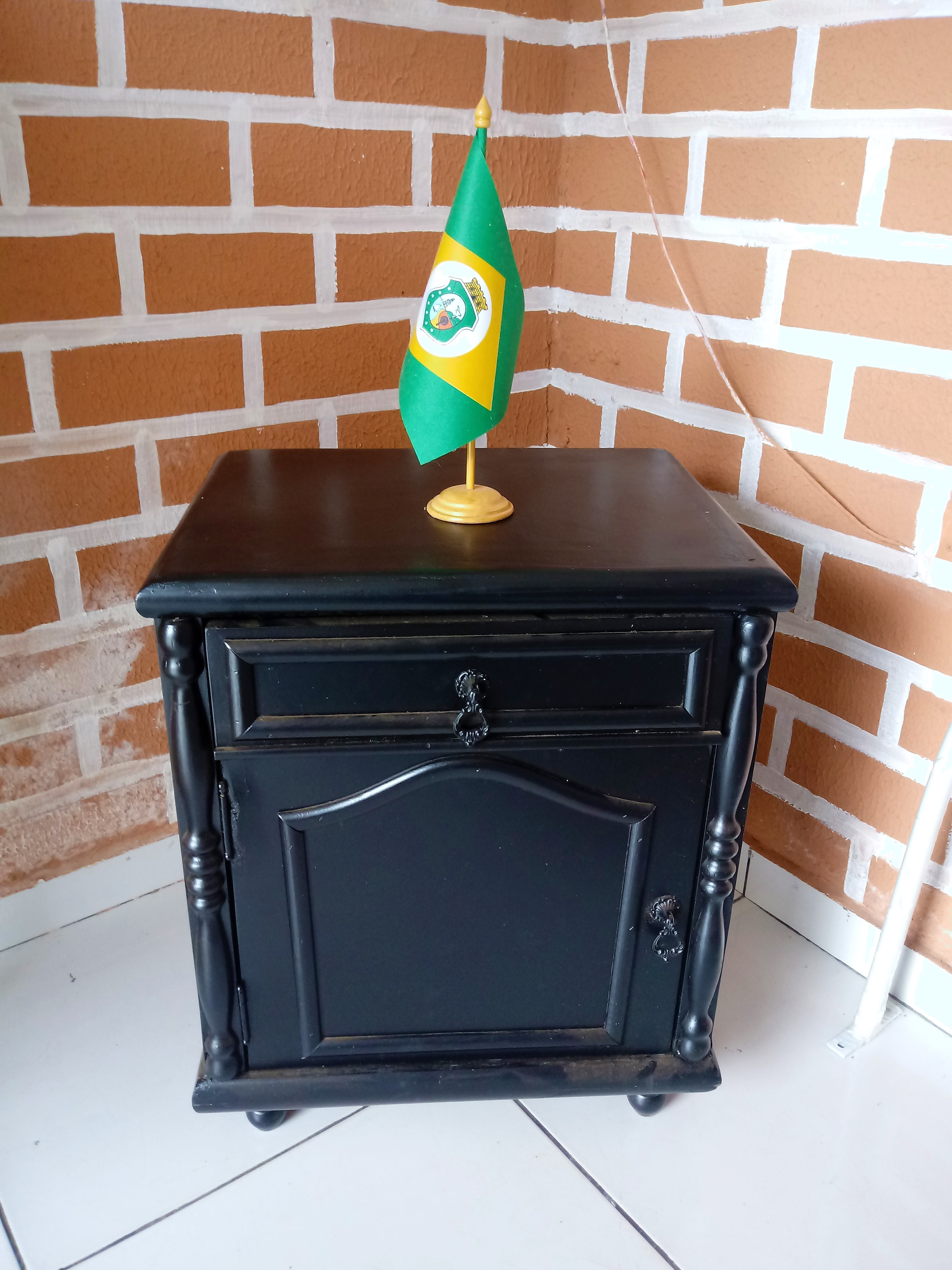
Em um criado-mudo.